# Vasilis Papakonstantinou
Vasilis Stamatis (Βασίλης Παπακωνσταντίνου) (Vastas, Arcádia, 21 de junho de 1950) é um roqueiro grego muito conhecido na Grécia e no Chipre. É conhecido como "Papakonstantinou".